# 侯莫陈芮
侯莫陈芮（?—?），复姓侯莫陈氏，本姓刘氏，代郡武川镇（今内蒙古自治区呼和浩特市武川县）人，北周、隋朝官员。

## 生平
侯莫陈芮在父亲侯莫陈崇死后袭爵为梁国公，历任大将军，天和六年十一月壬子（571年12月10日），侯莫陈芮进位柱国。建德四年七月丁丑（575年8月16日），侯莫陈芮随周武帝宇文邕东征北齐，侯莫陈芮率领一万部众防守太行道。建德五年（576年），侯莫陈芮随周武帝东征北齐，十一月，齐后主高纬亲自从并州来救援晋州，齐后主分兵一万人前往千里径，又命齐军出汾水关，自己亲帅大军和宇文椿对峙，汾水关守将宇文盛派人向齐王宇文宪求援，宇文宪亲自率领一千骑兵支援，齐军望见山谷中尘土飞扬，各自急忙后退。宇文盛和侯莫陈芮渡过汾河追击，斩杀俘虏齐军很多人。攻克并州后，侯莫陈芮于建德五年十二月丙寅（577年1月26日）加上柱国。建德六年（577年），侯莫陈芮随周武帝攻克邺城，于五月庚辰（577年6月9日）出任大司马。同年，稽胡仗着地势险要，侵犯边境扰民，周武帝命令侯莫陈芮率军讨伐，以郭建出任行军总管、长史将军。隋朝大业初年，侯莫陈芮因为犯罪被贬，隋炀帝诏令将侯莫陈芮发配岭南。

## 其他
侯莫陈芮是一名佛教徒，曾修建舍卫寺。侯莫陈芮和两个兄弟都是驸马。

## 家庭

### 兄弟姐妹
- 侯莫陈颖，隋朝大将军、南海郡太守、升平定公
- 侯莫陈晖，隋朝大将军、易州刺史、左武候大将军、长利宜公
- 刘氏，嫁隋朝使持节、上大将军、四州八镇诸军事、兰州刺史、海安郡开国公耿雄

### 子女
- 侯莫陈弈[18]